# Hecatombe

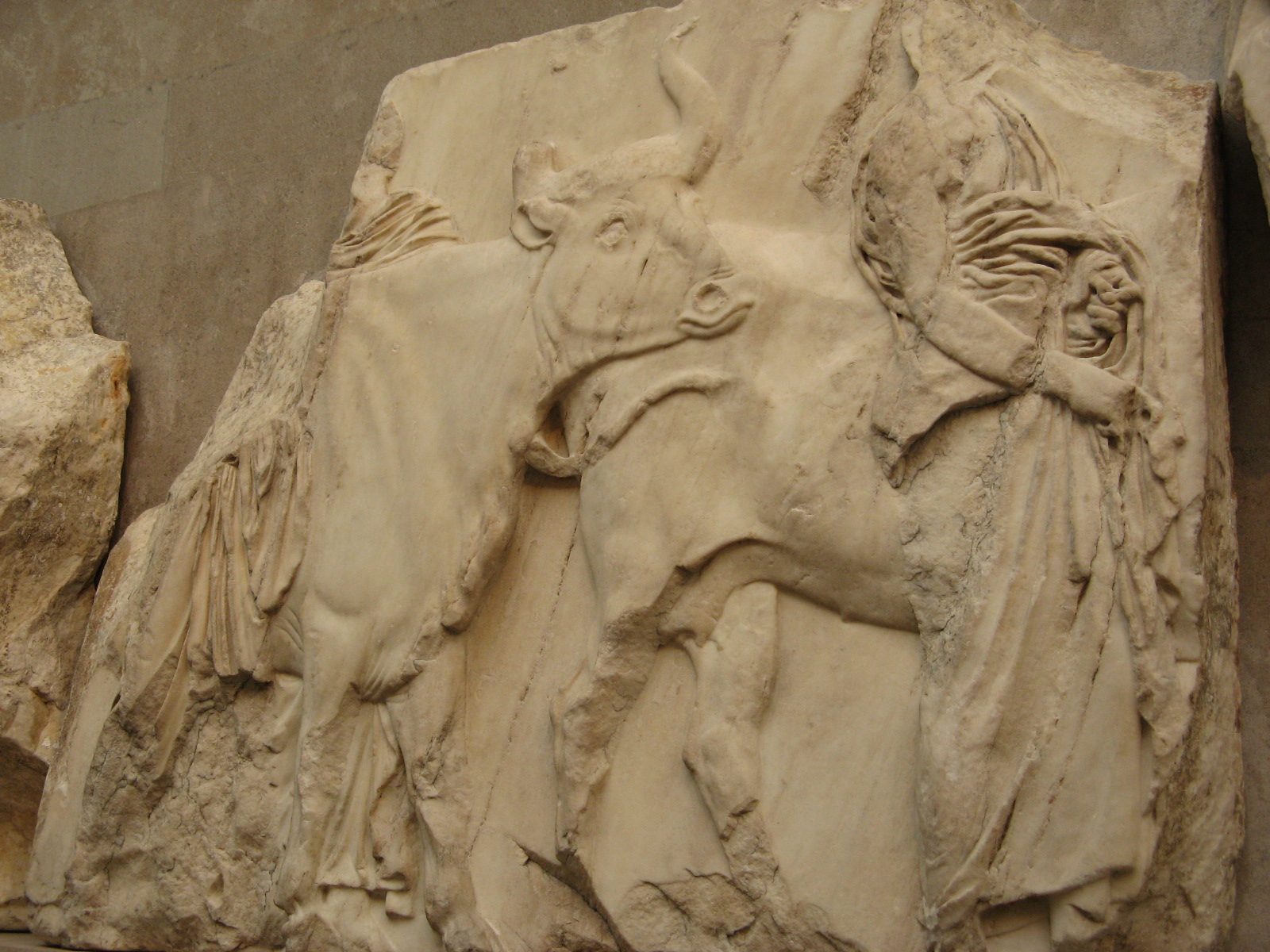
Bous portats al sacrifici.

A l'antiga Grècia, una hecatombe (del grec antic ἑκατόμβη) era un sacrifici als déus de cent bous (ἑκατόν "hecatón" cent i βοῦς "boús" bou).
Les hecatombes s'oferien als déus grecs Apol·lo i Atena a la ciutat d'Atenes, i a Hera a Argos especialment, durant cerimònies religioses. Ben aviat, però, el nom s'estengué a altres grans sacrificis religiosos. No sempre es tractava de bous ni tampoc eren sempre cent els caps de bestiar. Podia ser també el sacrifici d'un sol bou i de noranta-nou caps de bestiar menors. A la Ilíada hi ha descrita una hecatombe de dotze bous, una altra de cinquanta moltons i a l'Odissea una de vuitanta-un bous.
Normalment el bestiar escollit per al sacrifici havia de reunir uns determinats requisits. En la majoria d'aquests casos la carn es repartia entre la gent. Homer ens en descriu les etapes. Primer una purificació, tot rentant-se les mans. Després es pregava en agraïment, al déu d'aquella cerimònia, tot oferint-li gra d'ordi. es ruixava el cap de l'animal amb aigua per fer-lo ajupir. Després se li girava el cap, per procedir tot seguit a degollar-lo, procurant que la primera sang vagi cap al cel. S'obre el cos del bou i s'esbudella traient-li els menuts, tot això fent uns talls i seguint un ordre precís. En acabat s'esquartera l'animal, dant especial importància a les cuixes i els fèmurs. Aquests, embolicats amb el greix de l'animal es cremen en ofrena a déu. La resta de carn i la freixura són per al consum humà. De fet la cerimònia es convertia en un gran banquet.
La paraula hecatombe ha vingut a significar una gran matança i també una gran catàstrofe on es produeixen moltes morts i destrucció.